# Milnor (Dakota del Norte)
Milnor es una ciudad ubicada en el condado de Sargent en el estado estadounidense de Dakota del Norte. En el censo de 2010 tenía una población de 653 habitantes y una densidad poblacional de 250,37 personas por km².

## Geografía
Milnor se encuentra ubicada en las coordenadas 46°15′41″N 97°27′25″O / 46.26139, -97.45694. Según la Oficina del Censo de los Estados Unidos, Milnor tiene una superficie total de 2.61 km², de la cual 2,43 km² corresponden a tierra firme y (6,65 %) 0,17 km² es agua.

## Demografía
Según el censo de 2010, había 653 personas residiendo en Milnor. La densidad de población era de 250,37 hab./km². De los 653 habitantes, Milnor estaba compuesto por el 98,62 % blancos, el 0,46 % eran amerindios, el 0,15 % eran de otras razas y el 0,77 % eran de una mezcla de razas. Del total de la población el 0,15 % eran hispanos o latinos de cualquier raza.